# Nådendalsbanan
|  | Pier |

|  | Unknown BSicon "exKDSTa" |

|  | Unknown BSicon "exDST" |

|  | Unknown BSicon "exDST" |

|  | Unknown BSicon "exDST" |

|  | Unknown BSicon "exDST" |

|  | Unknown BSicon "exDST" |

| Unknown BSicon "extSTRq" | Unknown BSicon "exABZqr" | Unknown BSicon "extSTRq" |

|  | Pier |

|  | Unknown BSicon "exKDSTa" |

|  | Unknown BSicon "exDST" |

|  | Unknown BSicon "exDST" |

|  | Unknown BSicon "exDST" |

|  | Unknown BSicon "exDST" |

|  | Unknown BSicon "exDST" |

| Unknown BSicon "extSTRq" | Unknown BSicon "exABZqr" | Unknown BSicon "extSTRq" |

Nådendalsbanan är en del av det finländska järnvägsnätet. Bandelen förgrenar sig från Nystadsbanan i Reso och leder till Nådendal. Trafiken utgjordes tidigare av både person- och godstrafik, men persontrafiken upphörde 1992 på grund av olönsamhet. Bangården i Nådendal samt järnvägsstationen är idag riven och bostäder och affärer har byggts upp på platsen.